# Mali Dol, Pesnica
Mali Dol este o localitate din comuna Pesnica, Slovenia, cu o populație de 54 de locuitori.